# Nieuwkoopse Plassen & De Haeck
Nieuwkoopse Plassen & De Haeck is een Nederlands Natura 2000-gebied in de provincies Utrecht en Zuid-Holland.

Het gebied bestaat uit de deelgebieden Nieuwkoopse Plassen en De Haeck binnen de gemeenten Alphen aan den Rijn, Nieuwkoop, Woerden.

Er geldt de Habitatrichtlijn en Vogelrichtlijn